# Sijambi
Sijambi is een bestuurslaag in het regentschap Tanjung Balai van de provincie Noord-Sumatra, Indonesië. Sijambi telt 8131 inwoners (volkstelling 2010).